# ديانيرا غارسيا
ديانيرا غارسيا مواليد 5 مارس 1996، هي لاعبة كرة يد بورتوريكية تلعب كمحور. مثلت منتخب بورتوريكو لكرة اليد للسيدات.

## سجل المنافسة
شاركت في البطولات التالية:
- بطولة العالم لكرة اليد للسيدات 2015